# خاویر گودینو
خاویر گودینو (به اسپانیایی: Javier Godino) (زاده ۱۱ مارس ۱۹۷۸) بازیگر اسپانیایی است.
از فیلم‌های معروف او می‌توان به بازی در فیلم سونات سکوت، قصه‌ای برایم بگو، فریب و راز چشمان آن‌ها اشاره کرد.